# Los Perez-Osos
The Sloth Lane, conocida en América Latina como Los Perez-Osos , es una película de comedia y aventuras animada australiana de 2024, y estrenada en America Latina en 2025.  
Su directora es Tania Vincent y subdirector es Ricard Cussó. Es la quinta película de la franquicia The Tales from Sanctuary City de Like a Photon Creative. 
La película cuenta con las voces de Teo Vergara, Olivia Vásquez, Ben Gorroño, Facundo Herrera, Remy Hii y Leslie Jones .
Fue producida por Like A Photon Creative y Screen Queensland Studios junto con Cosmic Dino Studio, se estrenó de manera mundial en el Festival de Cine de Animación de Annecy en Francia el 10 de junio de 2024, estrenada por Maslow Entertainment en Australia el 25 de julio y en Hispanoamérica el 27 de febrero de 2025. 

## Sinopsis
Cuando Laura, la hija preadolescente de una familia de perezosos mexicanos, se muda a la Ciudad Santuario, todos deben adaptarse a la vida a toda velocidad, mientras recuerdan y honran sus prácticas familiares y culturales, tras quedar devastados después de que una tormenta destruyo el restaurante familiar y el único hogar que tenían. Se vieron en la obligación de empacar lo poco que les quedaba y subirse a su viejo y oxidado camión de comida . Gracias a sus recetas familiares heredadas por generaciones familiares se vuelven exitosos, lo que no pasa desapercibido por una empresaria y elegante llamada Dotti Pace. 
Después de ser engañados para revel sus recetas secretas, esta familia  se debe enfrnetar a cualquier posibilad para encontrar una forma de recuperar su libro de recetas.

## Voces
- Teo Vergara como Laura Romero, una perezosa de 12 años que es hija de la familia Romero.
- Olivia Vásquez como Gabriella Romero Flores, la madre de la familia Romero
- Ben Gorroño como Luis Romero, el padre de la familia Romero.
- Facundo Herrera como Mani Romero, el hijo de la familia Romero
- Leslie Jones como Dotti Pace, un guepardo que trabaja como magnate de la comida rápida.
- Remy Hii como Platy, un ornitorrinco que es el secuaz de Dotti Pace.
- Matteo Romaniuk como Arlo, un kiwi
- Dan Brumm como el jefe Furbank, un dingo anciano que trabaja como guardia estatal.

## Producción
Las voces para película fueron anunciadas en octubre de 2023 y el elenco estaba conformado por:  Leslie Jones, Teo Vergara, Olivia Vásquez, Ben Gorroño, Facundo Herrera, Remy Hii y Matteo Romaniuk.  Además, Dan Brumm se unió al elenco en mayo de 2024. 

## Estreno
Antes de su estreno en cines en julio de 2024, The Sloth Lane fue proyectada en el Festival Internacional de Cine de Animación de Annecy el día 10 de junio de 2024.  La película es distribuida por Sola Media, empresa con sede en  Stuttgart.
Se estrenó en Estados Unidos el 28 de febrero de 2025 bajo el nombre A Sloth Story  y en América Latina el 27 de febrero de 2025 bajo el nombre Los Perez-  . 